# Saint-Bernard-sur-Mer
Pour les articles homonymes, voir Saint-Bernard.
Saint-Bernard-sur-Mer (anciennement Saint-Bernard-de-l'Île-aux-Coudres) est un village compris dans le territoire de la municipalité de L'Isle-aux-Coudres dans Charlevoix au Québec (Canada). Le village est la principale agglomération de l'île aux Coudres. Perché sur le haut des falaises du côté nord de l'île, il surplombe le passage de l'île aux Coudres du fleuve Saint-Laurent.

## Toponymie
Le village tire son nom de Bernard de Clairvaux, conseiller des papes Innocent II et Eugène III. La seconde partie de l'appellation sert à la fois à préciser la situation géographique et distinguer cet endroit d'autres Saint-Bernard au Québec,.

## Géographie
Le village est situé dans la partie nord-est de l'île aux Coudres, perché sur une falaise qui fait face à Saint-Joseph-de-la-Rive, de l'autre côté du passage de l'île aux Coudres.
L'émergence d'un village à Saint-Bernard est assez tardive dans l'histoire de l'île. En 1920, au croisement de la route du Quai et du chemin des Coudriers, on ne trouve que quelques habitations. Dans les années 1950, on compte une douzaine de maisons dans le village, dispersées autour d'un noyau formé par l'église, le couvent et le magasin coopératif agricole.
Le potentiel agricole de l'île demeure faible ― moins à Saint-Bernard qu'à Saint-Louis ― avec une gamme de culture possible plutôt restreinte. La production des fruits (pommes, fraises, prunes) est la plus rentable.

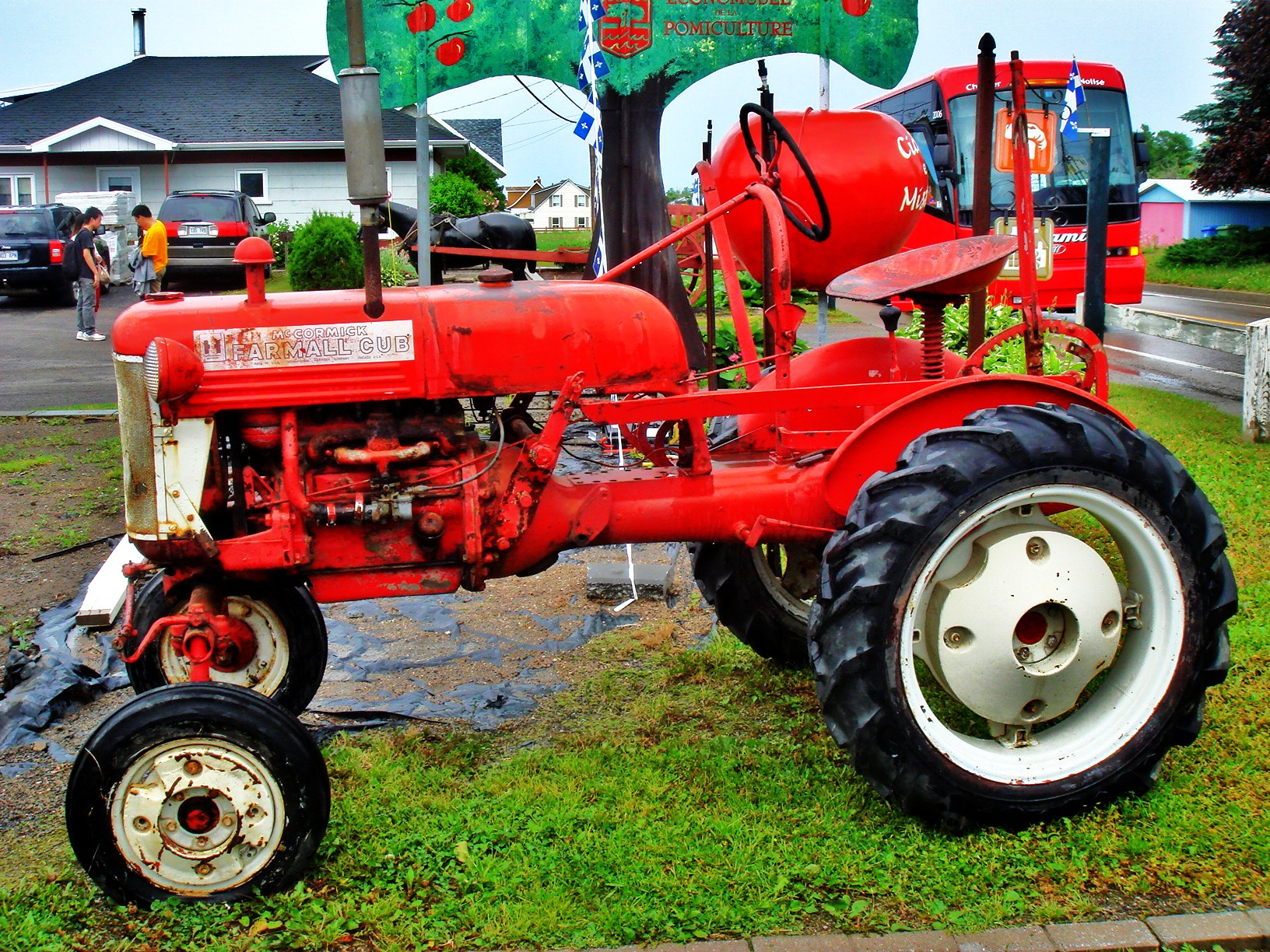
La pomiculture et l'agrotourisme sont les formes les plus visibles d'agriculture à Saint-Bernard.

Le chantier naval du Groupe Océan y emploie environ 140 travailleurs,.
En 2021, on recense à Saint-Bernard 541 habitants. 274 des 349 logements sont occupés par des résidents permanents.

## Histoire
Les environs de Saint-Bernard se sont développés à partir du début du xxe siècle.
Une paroisse est créée en 1934 par détachement de Saint-Louis-de-l'Isle-aux-Coudres. La paroisse compte alors 388 habitants. Une église avait été érigée en 1929. Elle est agrandie en 1954, puis en 1976.
Une coopérative agricole est formée en 1935, sur fond de tensions entre les agriculteurs de Saint-Bernard et Saint-Louis. En 1936, la municipalité de Saint-Bernard-de-l'Île-aux-Coudres est détachée de Saint-Louis-de-l'Isle-aux-Coudres. Une caisse populaire est fondée quelques années plus tard, en 1939.
La population de Saint-Bernard est de 593 habitants en 1954. Elle atteint 711 habitants en 1981, avant de connaître un déclin.
La municipalité de Saint-Bernard-de-l'Île-aux-Coudres est fusionnée avec Saint-Louis-de-l'Isle-aux-Coudres en 1994 pour former L'Île-aux-Coudres.

## Services

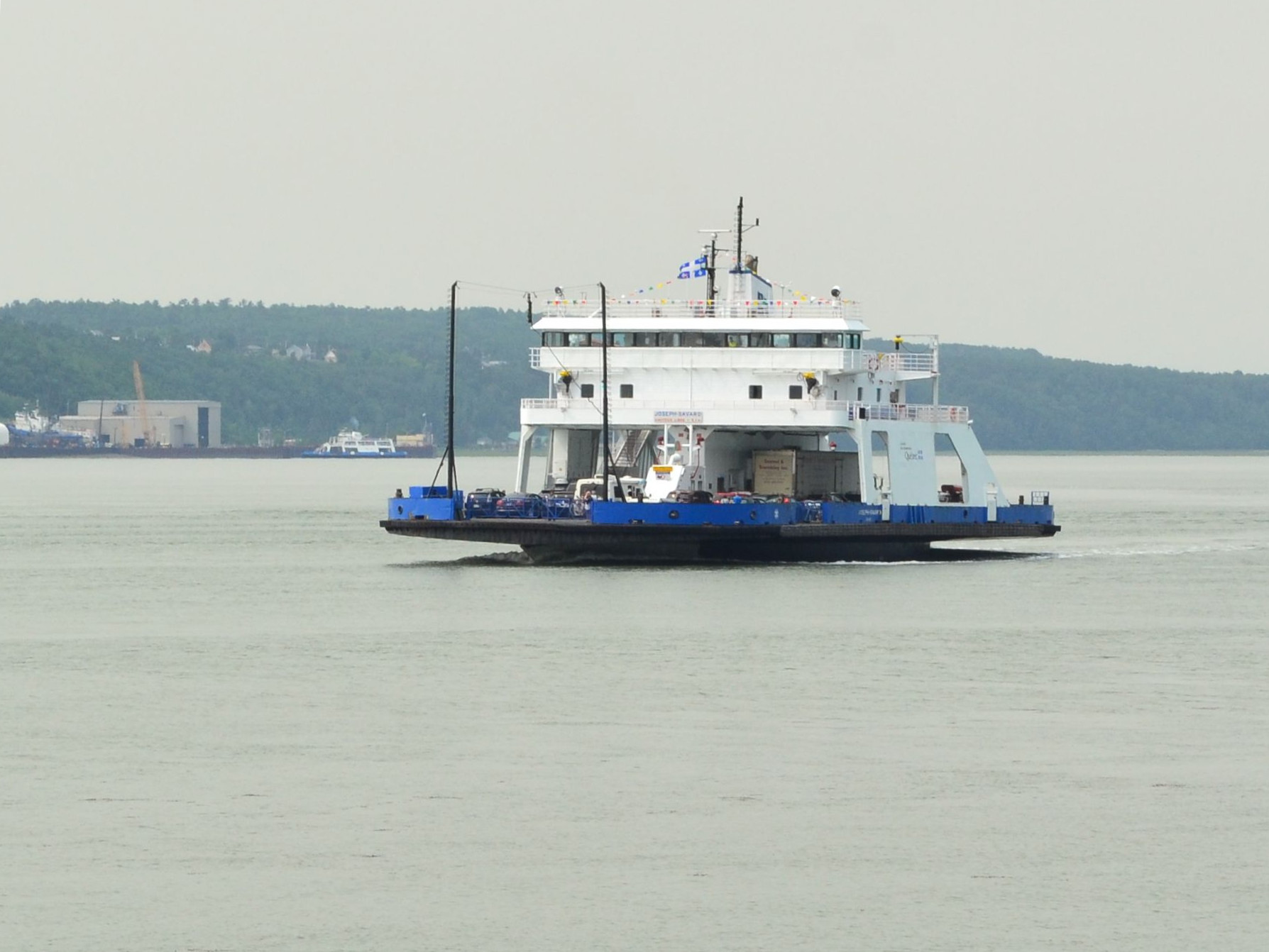
Un traversier gratuit assure la desserte entre la rive et l'île aux Coudres.

Le village est la porte d'entrée de l'île aux Coudres; on trouve en contrebas du village la gare fluviale qui permet de relier par traversier Saint-Joseph-de-la-Rive, sur la terre ferme.
On comptait autrefois à Saint-Bernard un couvent de quatre classes.
L'Ancrage de l'Isle-aux-Coudres, un organisme qui assure des services communautaires aux habitants de l'île, est basé à Saint-Bernard.
Le village est desservi par le téléphone depuis 1894. L'électricité est arrivée « tardivement », en 1954.